# SKEMA Business School
SKEMA Business School là một trong những trường kinh doanh hàng đầu tại Pháp. Với hơn 160 năm lịch sử, SKEMA được thành lập năm 2009, là kết quả sát nhập hai trường quản lý kinh tế hàng đầu tại Pháp Ecole Supérieur de Commerce de Lille thành lập năm 1892 và CERAM Business School de Sophia Antipolis thành lập năm 1963. SKEMA là một trường kinh doanh quốc tế với 7 khu học xá trải khắp 5 châu lục tại Pháp, Mỹ, Brazil, Trung Quốc, Nam Phi ở các thành phố Paris, Lille, Sophia Antipolis, Tô Châu, Raleigh, North Carolina, Belo Horizonte và Cape Town.
SKEMA được Financial Times, The Economist và Forbes đánh giá là một trong những trường kinh doanh tốt nhất Châu Âu và một trong những trường kinh doanh hàng đầu thế giới. Các chương trình giảng dạy của trường thường xuyên dành thứ hạng top đầu trong các bảng xếp hạng tại Pháp như Le Figaro, L'Etudiant, Le MOCI và bảng xếp hạng toàn cầu như QS World University Ranking, Times Higher Education.
Trường cung cấp hơn 50 chương trình đào tạo bằng tiếng Anh và tiếng Pháp ở bậc học cử nhân, thạc sĩ và tiến sĩ với các chương trình như Cử nhân Quản trị Kinh doanh BBA, EMBA, Tiến Sĩ PhD, Thạc sĩ trong các lĩnh vực quản trị như Marketing, Chuyển đổi số, Tư vấn, Tài chính, Doanh nghiệp, Du lịch, Khách sạn...
SKEMA thuộc top 1% các trường kinh doanh duy nhất trên thế giới dành được Triple Accreditation danh giá, được công nhận cùng lúc bởi các tổ chức chứng nhận quốc tế, châu Âu và Bắc Mỹ như AMBA, EQUIS và AACSB. Trường có hơn 45.000 cựu sinh viên đang hoạt động trong lĩnh vực kinh doanh và chính trị, như Alain Dinin (Giám đốc Điều Hành Nexity) và Jean-Philippe Courtois (Giám đốc Điều Hành Microsoft).